# NGC 336
NGC 336 es una galaxia espiral de la constelación de Cetus.
Fue descubierta en 1886 por el astrónomo Frank Leavenworth.